# Lepthyphantes albuloides
Lepthyphantes albuloides är en spindelart som först beskrevs av O. Pickard-Cambridge 1872.  Lepthyphantes albuloides ingår i släktet Lepthyphantes och familjen täckvävarspindlar. Inga underarter finns listade i Catalogue of Life.